# Caodaïsme

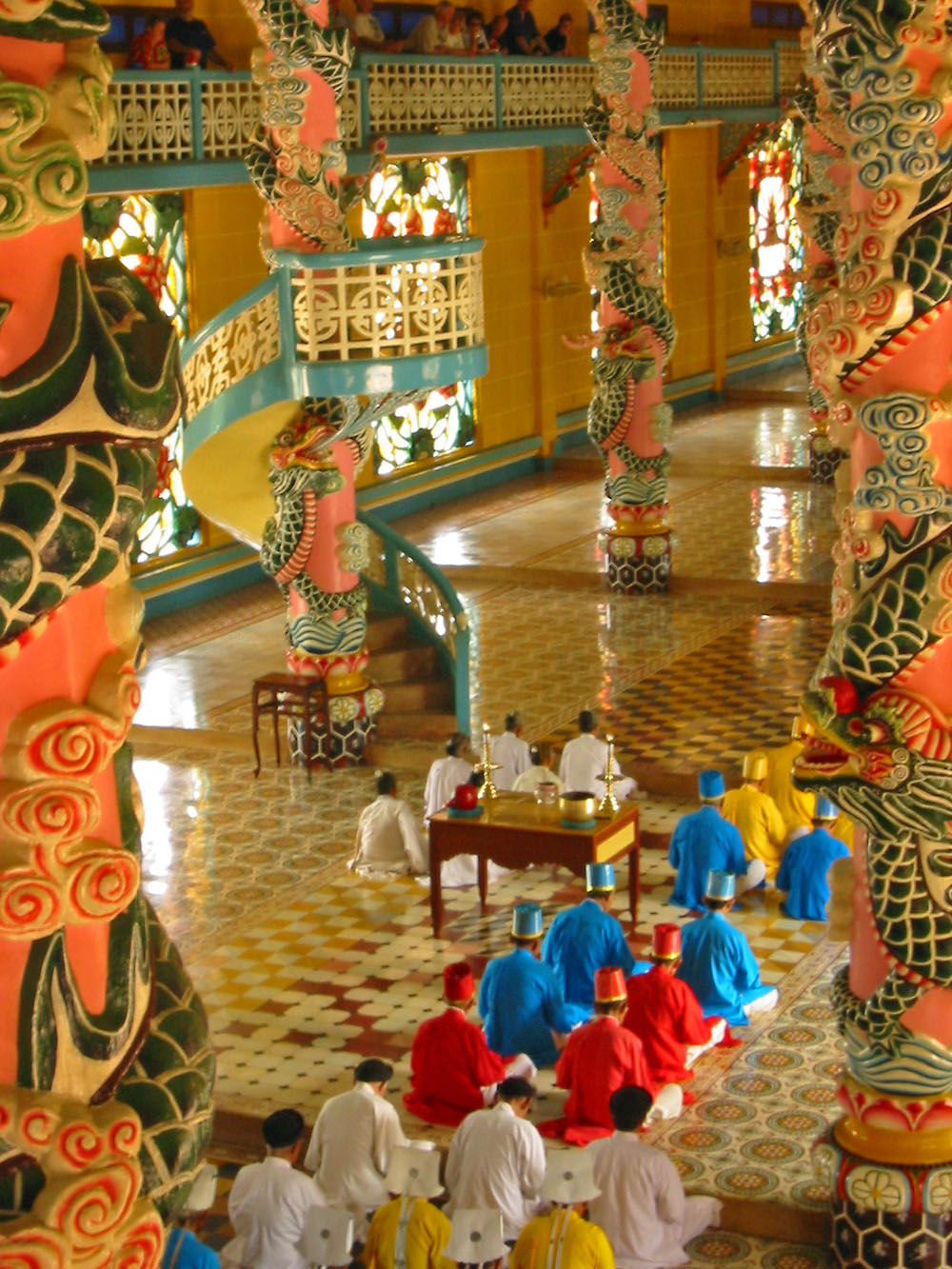
Temple Cao Dai au Viet Nam

Le caodaïsme est une religion syncrétiste fondée en 1921 et instituée en 1925 en Cochinchine (sud du Viêt Nam actuel) par Ngô Van Chiêu, fonctionnaire vietnamien, qui dit être entré en contact, lors d'une séance de spiritisme, avec un « esprit ». Cet esprit se donne d'abord pour nom « AĂÂ », les trois premières lettres de l'alphabet vietnamien, puis « Cao Dai Tien Ong » (Cao Dai signifie « Haut Palais ») et il ordonne à Ngô Van Chiêu de créer le caodaïsme. Ngô Van Chiêu souhaitant se concentrer sur une vie spirituelle plutôt que sur des activités politiques, le premier « pape » du caodaïsme est Lê Văn Trung. Cette religion est reconnue en 1926 par les autorités coloniales de l'Indochine française et regrouperait au début du XXIe siècle plus de cinq millions d'adeptes.

## Historique

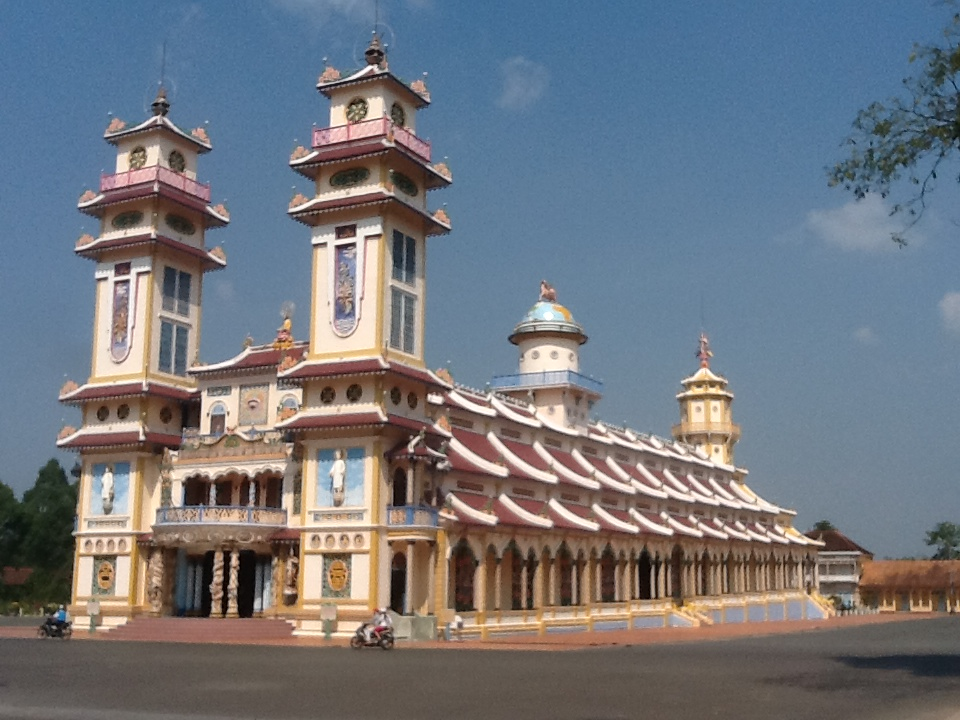
Temple caodaïste de Tây Ninh.

Religion syncrétique et millénariste fondée en Cochinchine (sud du Vietnam actuel) en 1925, le caodaïsme naît dans un contexte caractérisé, d’une part, par l’échec du réformisme colonial impulsé par le gouverneur général Alexandre Varenne et, d’autre part, par la radicalisation des mouvements nationalistes vietnamiens.
De nombreuses religions se fixent comme but, parmi d'autres, l'amélioration de l'être humain. C'est aussi l'objectif du caodaïsme, mais la pratique change suivant la culture et l'environnement. Le caodaïsme s'appuie principalement sur trois religions qui ont imprégné l'Asie orientale : le confucianisme (comportement moral dans la vie en société), le taoïsme (recherche de la plénitude et de la sérénité par le détachement et par un certain comportement intérieur et extérieur) et le bouddhisme (qui donne une réponse à la question de l'existence et du devenir de l'homme). Mais il s'inspire aussi fortement du christianisme. La statue de Jésus est d'ailleurs représentée dans le « Grand Temple » de Tây Ninh et la structure du clergé est calquée sur le modèle de l'Église catholique. Ce temple est soutenu par dix-huit piliers-dragons qui sont un chef-d'œuvre de l'architecture éclectique de la période coloniale. Le siège de cette religion s'est installé à Tây Ninh, puis la religion s'est scindée en plusieurs branches du fait de la volonté de la branche de Tây Ninh de s'impliquer dans la politique du pays (création d'une armée, d'un parti politique).
De 1925 à 1946, les adeptes du caodaïsme sont en conflit avec l'administration coloniale qui les accuse d’être liés aux mouvements anticolonialistes.
Lors de l'occupation de l'Indochine par le Japon à la suite de l’invasion japonaise de 1940, le mouvement caodaïste collabore avec les autorités japonaises. Lucien Bodard parle même de police auxiliaire nipponne.
L’administration coloniale arrête le maître spirituel du caodaïsme de Tây Ninh (Phạm Công Tắc (1890-1959)) et l'envoie en exil à Madagascar le 20 août 1941. Le nouveau maître Trần Quang Vinh (1897-1975) s’allie alors ouvertement à Tokyo et forme une armée caodaïste pro-japonaise. Les forces caodaïstes prennent part au coup d’État anti-français du 9 mars 1945, ce qui finit de renforcer l'animosité des Français envers les caodaïstes.
La défaite du Japon en 1945 entraîne un nouveau basculement des forces en Indochine. La montée du Việt Minh, dirigé par Hồ Chí Minh, contraint les caodaïstes à s'allier à lui jusqu'à l'arrivée du corps expéditionnaire et la reprise en main de l'Indochine par la France.
En 1946, on observe un renversement lorsque Trần Quang Vinh choisit le ralliement à la France pour combattre le Việt Minh. Ce revirement est dû notamment aux fortes tensions avec le Việt Minh et à la pression exercée par la France,.
Les caodaïstes participent au ralliement des bouddhistes Hòa Hảo en mai 1947 et des bandits Bình Xuyên durant l'été 1948. Ces différents ralliements seront parfois désignés sous le terme de « politique des sectes ».
La collaboration avec la France reste cependant limitée à des intérêts communs. Lucien Bodard fait notamment mention d'officiers français assassinés en raison de leurs positions critiques face aux violences perpétrées par les caodaïstes. Du côté français, on parle de « double jeu » pour désigner la collaboration des caodaïstes.
Une partie des caodaïstes fait défection lorsqu'en juin 1951, le colonel Trình Minh Thế prend le maquis avec 2000 soldats qu’il dirige à la fois contre les Français et les communistes.
La nomination du catholique pro-américain et anti-sectes Ngô Đình Diệm met fin à la collaboration avec les caodaïstes en 1955.
Lors de la guerre du Vietnam, les caodaïstes se rangent aux côtés du Sud-Viêtnam et des Américains[réf. nécessaire].

## Guides spirituels

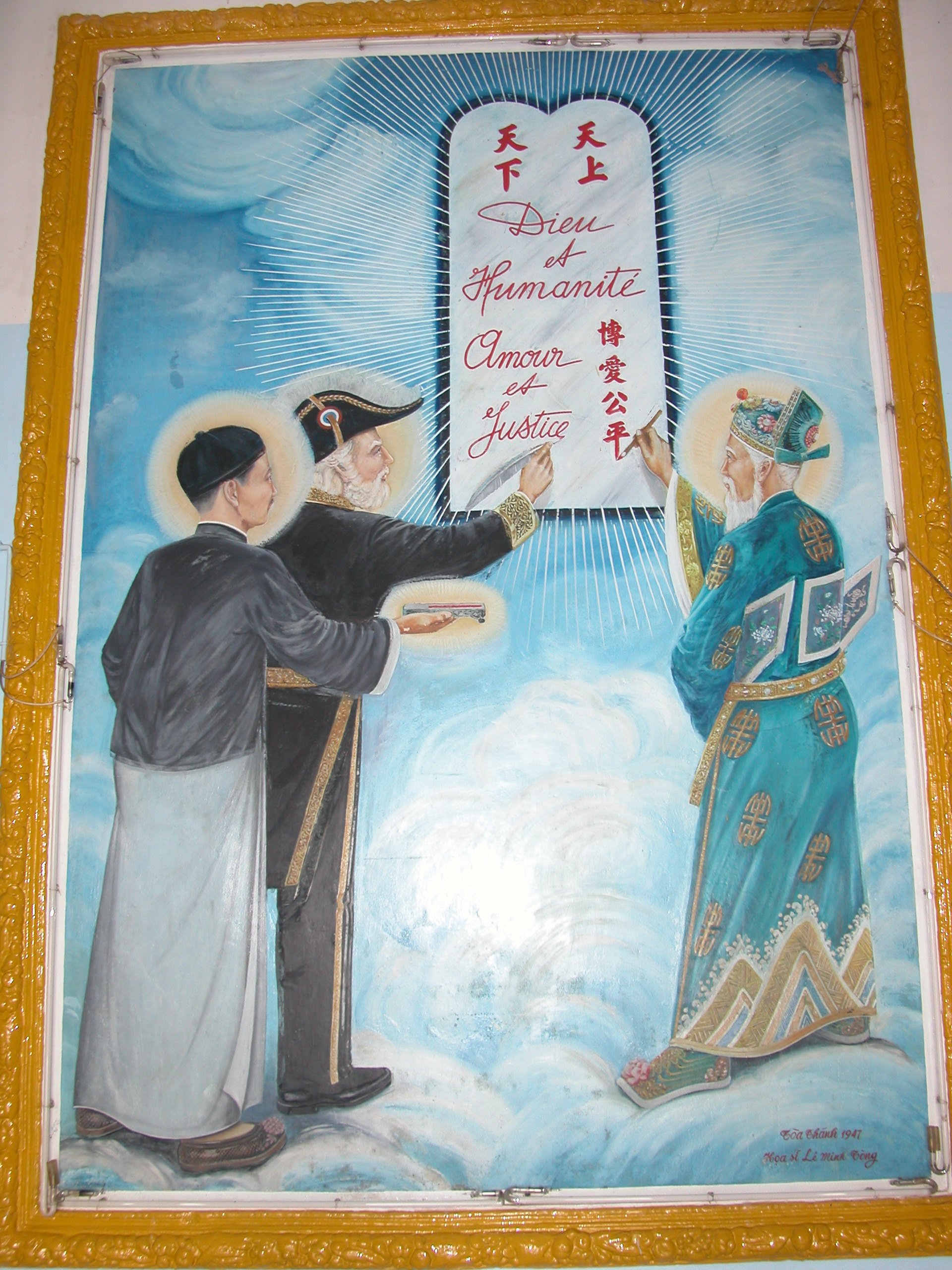
Trois saints caodaïstes (Sun Yat-Sen, Victor Hugo et Nguyên Binh Khiêm) signant un accord entre Dieu et l'humanité.

Le caodaïsme possède la notion de guide spirituel, dont il puise les figures dans toutes les cultures. Voisinent ainsi dans son panthéon Moïse, Jésus, Mahomet, William Shakespeare, Louis Pasteur, Sun Yat-sen et Lénine,. Jeanne d'Arc est particulièrement vénérée pour avoir guidé la réception de la foi et promu l'égalité des sexes par l'intermédiaire de séances de spiritisme. Victor Hugo est probablement le personnage européen qui tient le plus grand rôle dans le caodaïsme, lequel en a tiré de nombreux enseignements ainsi que le texte de plusieurs prières importantes. Lui-même a pratiqué le spiritisme à Jersey de 1852 à 1855. Il a prédit qu'il deviendrait le prophète d'une nouvelle religion, faite selon Patrick Boivin d'un « christianisme élargi par la métempsycose », ce que Hoskins traduit en un courant religieux où fusionneraient les mysticismes européens et asiatiques.

## Administration
L'administration du caodaïsme est divisée entre trois organisations :
- Un collège de médiums Hiêp Thiên Dai (Temple De l'Alliance Divine), qui fonctionne également comme branche judiciaire.
- Une hiérarchie administrative Cuu Trung Dai (Temple De Neuf Degrés De l'Evolution), à la tête de laquelle se trouve un Giao Tông ou "Pape spirituel" qui est l'esprit de Li Po, un célèbre poète chinois de la dynastie Tang..
- Une organisation céleste Bat Quai Dai (Temple Octogonal De la Direction Divine) dirigée par DIEU SUPRÊME et par le Conseil Des Trois Anciennes Doctrines Du Bouddhisme, Du Taoïsme et Du Confucianisme (Tam Giao Toà en vietnamien)[12].

## Études
L'histoire et la philosophie du caodaïsme ont été écrites par un Français, Gabriel Gobron, dit « Frère Gago » qui est l'auteur d'un livre sur le sujet paru après sa mort en juillet 1949.
Issu d'une thèse soutenue le 28 novembre 2006, l'ouvrage de Jérémy Jammes, docteur en ethnologie (Paris X-Nanterre) est le fruit d'une quinzaine d'années d'études de terrain.

## Dans la littérature
Le caodaïsme est présent en toile de fond dans le roman de Graham Greene : Un Américain bien tranquille paru en 1955, adapté par deux fois au cinéma : par Joseph Mankiewicz en 1958 et par Christopher Hampton en 2002.
Le roman Le Mal Jaune de Jean Lartéguy (Presses de la Cité 1962) contient une note historique sur le commencement du caodaïsme (p. 208-209) et une note sur celui du Hòa Hảo (p. 214-215).
Le caodaïsme (caricaturé) est au centre de la série télévisée française Tang, réalisée par André Michel sur un scénario de Jacques Armand, et diffusée sur la deuxième chaîne de l'ORTF à partir de juin 1971.